# Leptojulis urostigma
Leptojulis urostigma és una espècie de peix de mar de la família dels làbrids i de l'ordre dels perciformes. Va ser descrit per l'ictiòleg John Ernest Randal el 1996.

## Morfologia
Els adults poden assolir els 11 cm de longitud total.

## Distribució geogràfica
Es troba a Taiwan, les Filipines, Indonèsia i Papua Nova Guinea.